# チェスターフィールド (イングランド)
チェスターフィールド（Chesterfield）は、イングランド、ダービーシャーの典礼カウンティにあるタウン。ダービーの北39km、シェフィールドの南18kmのロザー川とヒッパー川の合流地点にある。2011年時点の市街地区域の人口は88,483人で、ダービーシャー州ではダービーに次いで2番目に大きな集落となった。2021年国勢調査では、より広いチェスターフィールド自治区の人口は103,569人であった。2021年の時点で、町自体の人口は76,402人だった。

## スポーツ
- チェスターフィールドFC

## 出身人物
- アーネスト・ハーパー - 陸上競技選手
- オレブ・ベーデン＝パウエル - ガールスカウト創設の貢献者
- ジョン・ハート - 俳優
- トム・ラティマー - プロレスラー
- マシュー・ロートン - サッカー選手
- リアム・ピッチフォード - 卓球選手
- ロバート・ロビンソン - 化学者
- ジョン・ロウ - ダーツ・プレイヤー